# Onthophagus biexcavatus
Onthophagus biexcavatus là một loài bọ cánh cứng trong họ Bọ hung (Scarabaeidae).